# Mîrne, Radomîșl
Mîrne (în ucraineană Мирне) este un sat în comuna Huta-Potiivka din raionul Radomîșl, regiunea Jîtomîr, Ucraina.

## Demografie
Componența lingvistică a localității Mîrne
     Ucraineană (100%)
Conform recensământului din 2001, toată populația localității Mîrne era vorbitoare de ucraineană (100%).